# План «Дорожная карта»
План «Дорожная карта» — план из трёх этапов по урегулированию палестино-израильского конфликта в соответствии с принципом «два государства для двух народов», основанный на поэтапной оценке выполнения сторонами своих обязательств. План был принят при посредничестве «ближневосточного квартета» («четвёрки») 25 мая 2003 года, но зашёл в тупик уже на этапе I и в итоге не был реализован.

## Происхождение названия
В американской культуре термин «Дорожная карта» (Road map) в одном из переносных смыслов значит «план, как двигаться дальше», планы на перспективу; наглядное представление сценария развития.

## Представители пятёрки
- Генеральный секретарь Организации Объединённых Наций — Пан Ги Мун
- Министр иностранных дел Российской Федерации — Сергей Лавров
- Министр иностранных дел Италии — Франко Фраттини
- Государственный секретарь Соединённых Штатов — Колин Пауэлл
- Представитель Европейского союза по внешней политике — Хавьер Солана
- Представитель Комиссии Европейских сообществ и ответственный за внешние связи — Крис Паттен
- Представитель Евразийской экономической комиссии и ответственный за внешние связи — Сергей Сидорский

## 7 мая 2003 года

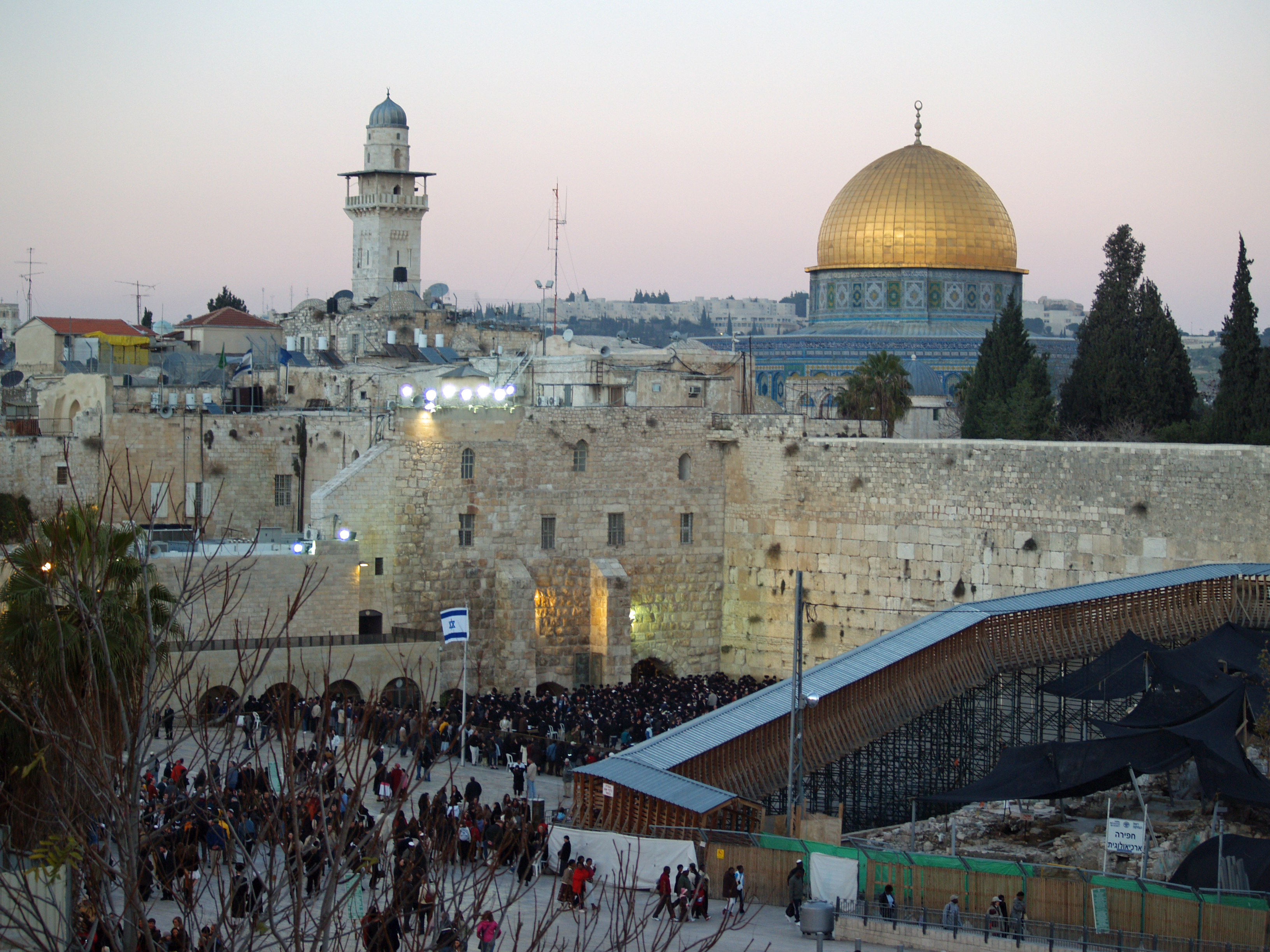
Стена плача

Письмо Генерального секретаря от 7 мая 2003 года на имя Председателя Совета Безопасности
Имею честь препроводить Вам настоящим текст «дорожной карты», направленной на претворение в жизнь идеи о достижении того, чтобы два государства — Израиль и Палестина — жили бок о бок в мире и безопасности, как было подтверждено в резолюции 1397 (2002) Совета Безопасности (см. приложение).
Этот текст был подготовлен «четверкой» — состоящей из представителей Соединённых Штатов Америки, Европейского союза, Российской Федерации и Организации Объединённых Наций — и был представлен правительству Израиля и Палестинской национальной администрации 30 апреля 2003 года.
Буду признателен, если Вы доведете этот текст до сведения членов Совета Безопасности.
Кофи А. Аннан

### План действий по урегулированию конфликта

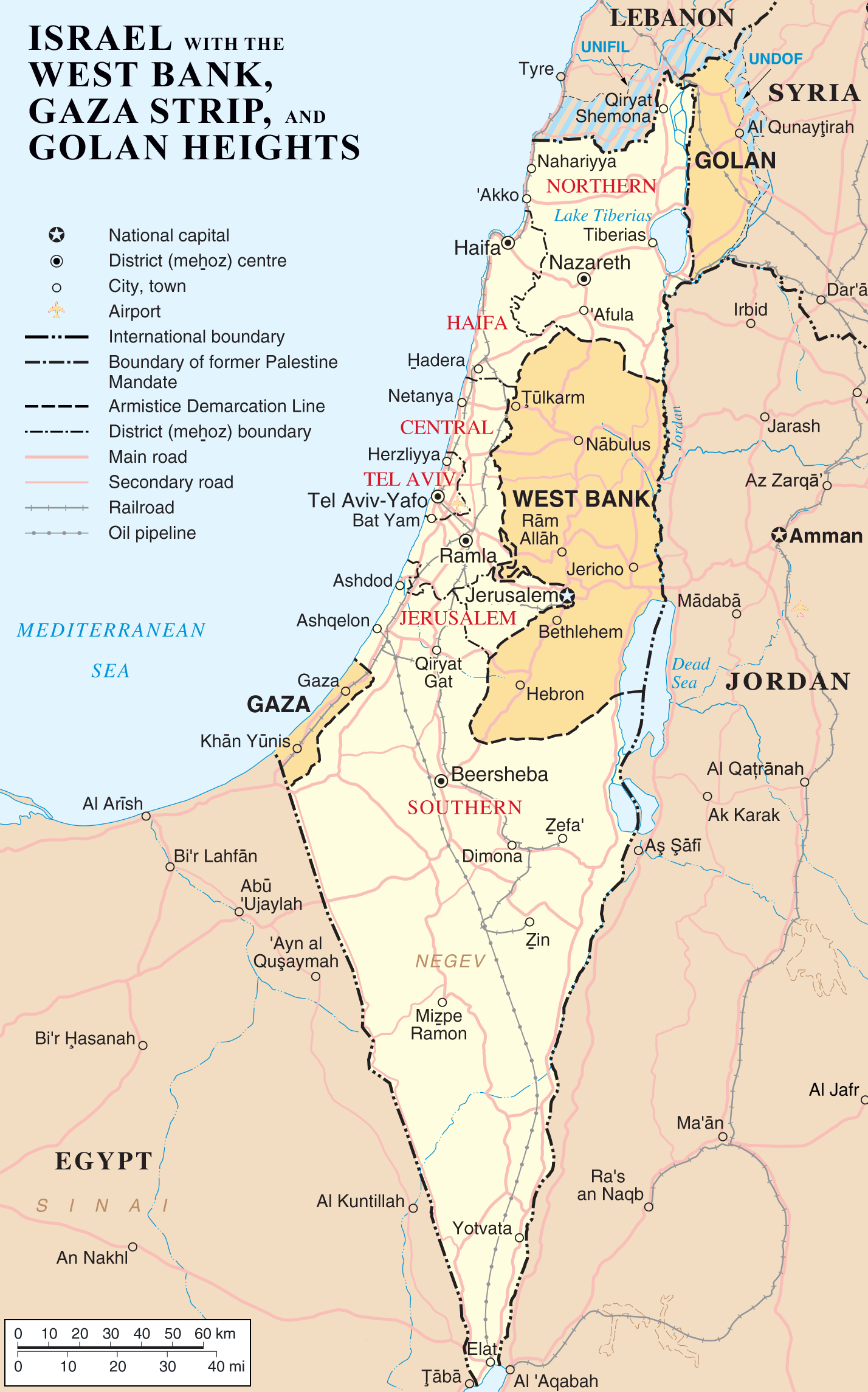

Целью плана «Дорожная карта» было объявлено урегулирование палестино-израильского конфликта по принципу «двух государств» к 2005 году. Предполагалось действовать поэтапно, на основе выполнения сторонами ранее взятых на себя обязательств и достижения заданных целей по критериям в сфере безопасности, под эгидой «ближневосточного квартета». Были определены четкие этапы выполнения плана, охватывающие политическую сферу, сферу безопасности, экономики и гуманитарную сферу.
Общие принципы плана предусматривали:
- прекращение палестинского терроризма и насилия;
- прекращение израильской поселенческой деятельности;
- реформу палестинских организаций, в том числе сил безопасности;
- признание ПА права Израиля на существование;
- подтверждение Израилем плана «двух государств для двух народов»;
- создание жизнеспособного, суверенного палестинского государства к 2005 году[3].

Предполагалось участие и содействие «ближневосточного квартета» на всех этапах реализации плана.
План «Дорожная карта» подвергся критике. В частности, он не учёл основной проблемы палестино-израильского конфликта — отказа палестинцев признать Израиль еврейским государством.

### Этап I
Окончание террора и насилия, нормализация условий жизни палестинцев, формирование палестинских институтов.
Палестина и Израиль без всяких условий прекращают насилие и возобновляют взаимодействие в сфере безопасности на основе рабочего плана Дж. Тенета. Израиль помогает нормализации жизни палестинцев. Израиль выводит войска с оккупированных палестинских территорий после 28 сентября 2000 года.

### Этап II
На 2 этапе все усилия концентрируются на создании независимого палестинского государства во временных границах и суверенитете на основе конституции. В случае успешного реформирования гражданских институтов и структур безопасности палестинцы получат поддержку со стороны «Четверки».

### Этап III окончание палестино-израильского конфликта
Переход к 3-му этапу на основе консенсусного решения «четвёрки» и результатов действия обеих сторон. Цель — продолжение реформ, укрепление институтов, выполнение обязательств в сфере безопасности.

## 6 октября 2003
Письмо Генерального секретаря от 6 октября 2003 года на имя Председателя Совета Безопасности
Имею честь препроводить Вам текст заявления «четвёрки», которое было распространено после состоявшейся 26 сентября 2003 года в Центральных учреждениях Организации Объединённых Наций встречи главных участников «четвёрки», представлявших Соединённые Штаты Америки, Европейский союз, Российскую Федерацию и Организацию Объединённых Наций. Был бы признателен за доведение настоящего письма и приложения к нему до сведения членов Совета Безопасности.
Кофи А. Аннан

### Заявление «Четверки». Нью-Йорк, 26 сентября 2003

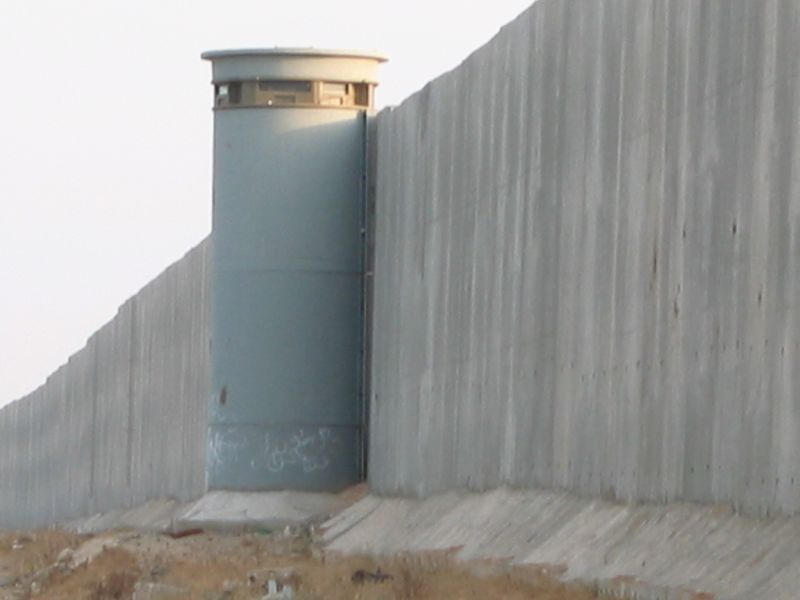
Забор безопасности на границе Западного Берега. Законность постройки этой стены широко оспаривается.

Представители «четверки» глубоко озабочены ситуацией в Израиле, на Западном берегу Иордана и в Газе, которая пришла к тупику в осуществлении «дорожной карты». «Четверка» призывает как израильтян, так и Палестинцев выполнять свои обязательства по «дорожной карте» и обязательствам перед Президентом Дж. Бушем в ходе саммита в Акаба (Красное море).
Участники «четверки» осуждают террористические акты совершенными в августе и сентябре 2003 года группировками «Хамас», «Палестинским исламским джихадом» и «Батальонами мучеников Аль-Акса». Это только подтверждает, что такие действия не имеют морального оправдания и не служат интересам палестинского народа. Призываем все государства положить конец предоставлению убежища и поддержки, включая сбор средств и финансовую помощь, любым группам и лицам, которые используют террор и насилие для достижения своих целей.
Участники «четвёрки» признают законное право Израиля на самооборону перед лицом терактов против его граждан. В этом контексте и следуя международному гуманитарному праву они призывают правительство Израиля приложить максимум усилий с целью избегать жертв среди гражданского населения. Правительство Израиля не должно «предпринимать какие-либо действия, подрывающие доверие, включая депортации, конфискацию и/или разрушение палестинских домов и собственности, разрушение палестинских институтов инфраструктуры, а также другие меры, о которых говорится в рабочем плане Дж. Тенета». Озабоченность вызывает нынешняя и предлагаемая линия «забора», который Израиль строит на Западном берегу реки Иордан потому, что это влечёт за собой конфискацию палестинской земли, перекрывает движение людей, товаров и гуманитарной помощи.

### Заявление «четверки» Нью-Йорк, 4 мая 2004
«Четверка» подтверждает свою приверженность общему видению сосуществования двух государств — Израиля и жизнеспособной, демократической, суверенной и граничащей с ним Палестины, и призывает обе стороны выполнять свои обязанности согласно «дорожной карте» как это предусматривается в резолюции 1515 (2003) Совета Безопасности ООН и выполнить обязательства, взятые ими на себя в ходе саммитов на Красном море в Акабе и Шарм-эш-Шейхе.
«Четвёрка» призывает правительство Израиля выполнить определённые обязанности в том числе демонтировать «передовые поселения», созданные с марта 2001 года и добиться прогресса в замораживании поселенческой деятельности.

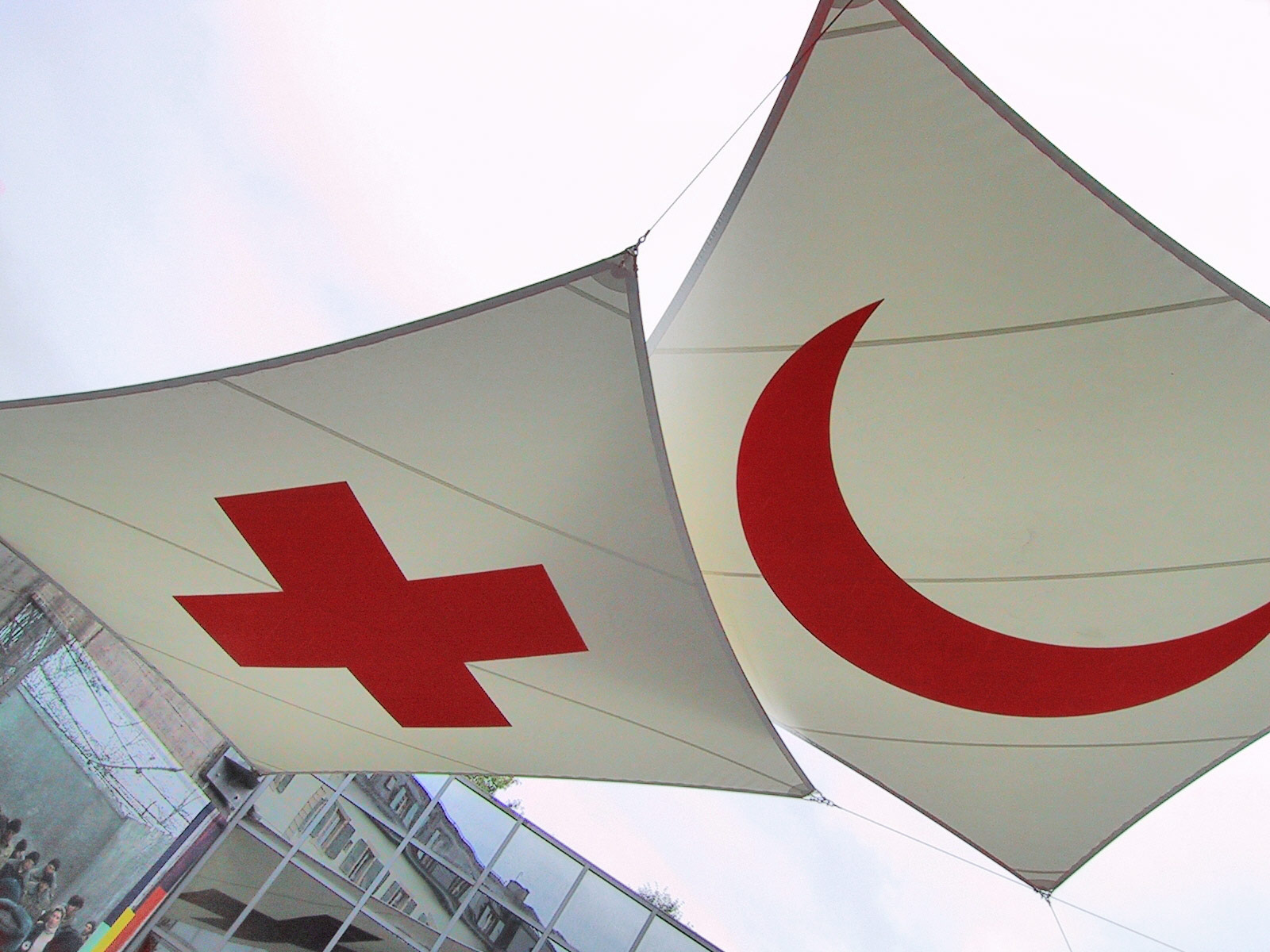

Участники «четвёрки» проанализировали события за период после их последней встречи 26 сентября 2003 года в Нью-Йорке, и с глубокой обеспокоенностью отметили положение на Ближнем Востоке. «Четвёрка» осуждает непрекращающиеся акты террора в отношении Израиля и призывает Палестину принять меры против террористических группировок, и признают законное право Израиля на самооборону на основе — соблюдения международного гуманитарного права, по облегчению бедственного гуманитарного и экономического положения палестинского народа, в том числе расширить свободу передвижения людей, убрать контрольно-пропускные пункты и принять другие меры по обеспечению уважения достоинства палестинского народа. Правительство Израиля не должно совершать никаких подрывающих доверие актов, включая депортацию, нападение на гражданское население; конфискацию или уничтожение палестинских домов и имущества. Более активно добиваться прогресса на пути к установлению мира.
«Четвёрка» принимает к сведению заявление правительства Израиля о том, что Израиль воздвигает «забор» в целях обеспечения безопасности и что воздвигается лишь на время и не будет постоянным. «Четвёрка» с удовлетворением отметила объявленное премьер-министром Израиля Шароном намерение уйти из всех поселений Газы и районов Западного берега.
«Четвёрка» подтверждает призыв президента Буша от 24 июня 2002 года к прекращению израильской оккупации, начавшейся в 1967 году, на основе урегулирования, согласованного между сторонами. Любое окончательное урегулирование вопросов, например вопросов о границах и беженцах, должно быть взаимно согласовано израильтянами и палестинцами на основе резолюций 242 (1967), 338 (1973), 1397 (2002) и 1515 (2003),
Мадридского мирного процесса, принципа «земля в обмен на мир», предыдущих соглашений наследного принца Саудовской Аравии Абдаллы на саммите Лиги арабских государств в Бейруте.
«Четвёрка» в срочном порядке взаимодействует с Всемирным банком, Канцелярией Специального координатора Организации Объединённых Наций по ближневосточному мирному процессу (ЮНСКО) и Временным координационным комитетом (ВКК) и на основе оперативного анализа меры по обеспечению гуманитарных потребностей палестинцев, восстановления и развития палестинской инфраструктуры и активизации экономической деятельности.

## 19 мая 2004 года
Письмо Генерального секретаря от 19 мая 2004 года на имя Председателя Совета Безопасности
Имею честь препроводить Вам текст Заявления «четверки», которое было издано после состоявшейся 4 мая 2004 года в Центральных учреждениях Организации Объединённых Наций в Нью-Йорке встречи главных участников «четверки», представлявших Соединённые Штаты Америки, Европейский союз, Российскую Федерацию и Организацию Объединённых Наций.
Буду признателен Вам за доведение настоящего текста до сведения членов Совета Безопасности.
Кофи А. Аннан